# Xã Jefferson, Quận Newton, Indiana
Xã Jefferson (tiếng Anh: Jefferson Township) là một xã thuộc quận Newton, tiểu bang Indiana, Hoa Kỳ. Năm 2010, dân số của xã này là 2.140 người.